# اسپایرو: سال اژدها
اسپایرو: سال اژدها (انگلیسی: Spyro: Year of the Dragon) سومین سری از مجموعه بازی‌های اسپایرو است که در سال ۲۰۰۰ توسط اینسامنیاک گیمز ساخته و توسط اینسامنیاک گیمز برای پلی‌استیشن ۲ منتشر شده است. این بازی یک بازی سوم شخص است که در مورد یک اژدهای بنفش با نام اسپایرو است که با تخم‌های جادویی‌اش قدرت رفتن به ۳۷ جهان مختلف را دارد.

## خلاصه داستان
بازی در سرزمین اژدهایان آغاز می‌شود، جایی که اسپایرو و خویشاوندانش در حال جشن گرفتن «سال اژدها» هستند - رویدادی که هر دوازده سال یکبار رخ می‌دهد و طی آن تخم‌های اژدهای جدید به این سرزمین آورده می‌شوند. در میان جشن، بیانکا، شاگرد جادوگر، با لشکری از موجودات شبه کرگدن به نام راینوکس به قلمرو اژدهایان حمله می‌کند و تمام تخم‌های اژدها را می‌دزدد. جادوگر تخم‌ها را در چندین دنیای مختلف پخش می‌کند. اسپایرو، اسپارکس و دوست اسپایرو، هانتر، به درون یک چاله فرستاده می‌شوند تا سارقان را پیدا کرده و تخم‌های اژدها را پس بگیرند.  